# دانشگاه ماسایی مارا
دانشگاه ماسایی مارا (MMU)، (کالج دانشگاه ناروک سابق)، یک دانشگاه دولتی در کنیا است. این دانشگاه در شهر ناروک، در شهرستان ناروک در محوطه ای با اندازه ۱۲۹ جریب فرنگی (۵۲ هکتار) واقع شده‌است.